# Moulton (cráter)

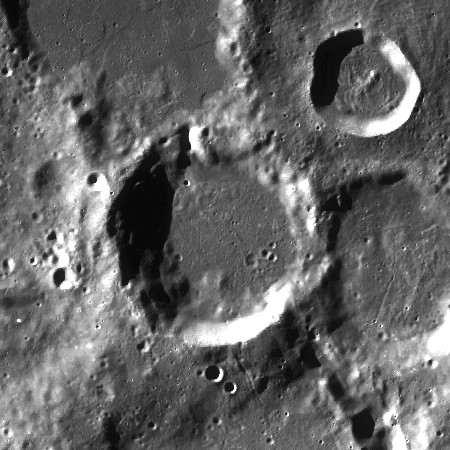
Fotografía de la misión Lunar Reconnaissance Orbiter

Moulton es un cráter perteneciente a la cara oculta de la Luna, justo más allá del limbo sursudoeste según se ve desde la Tierra. El cráter está unido al borde sur de Chamberlin, y se encuentra en el extremo norte del Vallis Schrödinger. Una hendidura aparece en el borde compartido entre Chamberlin y Moulton.
|  |

Es un cráter desgastado, con un borde exterior que no es demasiado circular, presentando tramos más o menos rectos al oeste y al noreste, así como en la zona común compartida con Chamberlin al norte. Unido al borde este por el exterior se halla el cráter satélite Moulton H. El suelo interior, resurgido por efecto de los flujos de lava, no presenta un albedo tan bajo como el del interior inundado de lava de Chamberlin. No se localizan otros cráteres destacables ni en el brocal de Moulton ni en su interior.

## Cráteres satélite
Por convención estos elementos son identificados en los mapas lunares poniendo la letra en el lado del punto medio del cráter que está más cercano a Moulton.
|         | \| Moulton \| Coordenadas \| Diámetro \| \| ------- \| ------------------------------- \| -------- \| \| H \| 61°30′S 100°36′E / -61.5, 100.6 \| 44 km \| \| P \| 63°54′S 93°30′E / -63.9, 93.5 \| 14 km \| |          |
| Moulton | Coordenadas | Diámetro |
| H       | 61°30′S 100°36′E / -61.5, 100.6 | 44 km    |
| P       | 63°54′S 93°30′E / -63.9, 93.5 | 14 km    |